# Пикок, Дилан
Дилан Пикок (англ. Dylan Peacock; 24 августа 2001, Гибралтар) — гибралтарский футболист, полузащитник клуба «Монс Кальп» и сборной Гибралтара.

## Клубная карьера
Воспитанник клуба «Линкольн Ред Импс». Дебютировал в высшей лиге 2 июня 2018 года в матче последнего тура против «Сент-Джозефс» и стал таким образом чемпионом Гибралтара. В сезоне 2018/19 стал двукратным чемпионом страны, сыграв по ходу сезона 9 матчей и отметившись дублем в игре с «Бока Гибралтар» (10:0). В 2019 году заключил контракт с испанским клубом «Альхесирас», но за основной состав не провёл ни одного матча и через полгода вернулся в Гибралтар, где был выступал за «Бруно’с Мэгпайс» и «Бока Гибралтар». В январе 2021 года подписал новый контракт с «Линкольн Ред Импс», но почти сразу был отдан в аренду на полгода в «Лайонс Гибралтар». В сезоне 2021/22 в составе «Линкольна» вновь стал чемпионом страны, а также принял участие в двух матчах групповой стадии Лиги конференций УЕФА 2021/22. «Линкольн» стал первым гибралтарским клубом, пробившимся в групповую стадию европейского турнира, однако в группе команда набрала 0 очков. 

## Карьера в сборной
В начале карьеры активно вызывался в сборные Гибралтара различных возрастов. В основную сборную Гибралтара впервые был вызван в марте 2023 года на отборочные матчи чемпионата мира 2022, но на поле не вышел. Дебютировал за сборную 21 ноября 2023 года в марте отборочного турнира Евро-2024 против Нидерландов (0:6), заменив на 82-й минуте Тиджея де Барра.

### Список матчей за сборную Гибралтара
| Матчи Дилана Пикока за сборную Гибралтара | Матчи Дилана Пикока за сборную Гибралтара | Матчи Дилана Пикока за сборную Гибралтара | Матчи Дилана Пикока за сборную Гибралтара | Матчи Дилана Пикока за сборную Гибралтара | Матчи Дилана Пикока за сборную Гибралтара | Матчи Дилана Пикока за сборную Гибралтара |
| №                                         | Дата                                      | Оппонент                                  | Счёт                                      | Голы                                      | Соревнование                              |                                           |
| ----------------------------------------- | ----------------------------------------- | ----------------------------------------- | ----------------------------------------- | ----------------------------------------- | ----------------------------------------- | ----------------------------------------- |
| 1                                         | 21 ноября 2023                            | Нидерланды                                | 0:6                                       | —                                         | Отборочный турнир ЧЕ-2024                 |                                           |

Итого: 1 матч / 0 голов; 0 побед, 0 ничьих, 1  поражение.

## Достижения
«Линкольн Ред Импс»
- Чемпион Гибралтара (3): 2017/18, 2018/19, 2021/22
- Обладатель Кубка Гибралтара: 2022

«Бруно’с Мэгпайс»
- Обладатель Кубка Гибралтара: 2023